# أحمد الفهد الخالد
أحمد الفهد الخالد الخضير الخالد (1878 - 1935) عضو مجلس الشورى السابق.

## السيرة الذاتية
أحمد ولد في مدينة الكويت - القبلة عام (1878، وأصبح عضو مجلس الشورى الكويتي، تولى نظارة الجمعية الخيرية عام 1913، وهو أحد المساهمين في تشييد المدرسة الأحمدية وفرض على نفسه تبرعاً سنوياً لها.